# 巴拿馬褐蛇鰻
巴拿馬褐蛇鰻為輻鰭魚綱鰻鱺目糯鰻亞目蛇鰻科的其中一種，分布於中東太平洋區，從加利福尼亞灣至巴拿馬海域，體長可達76公分，棲息在沙泥底質海域，為底棲性魚類，屬肉食性。

## 擴展閱讀
維基物種上的相關：巴拿馬褐蛇鰻